# Седрик Сораиндо
Седрик Сораиндо (фр. Cédric Sorhaindo; Мартиник, 7. јун 1984) француски је рукометаш и репрезентативац који тренутно игра за шпанског прволигаша Барселону на позицији пивота. У доби од три године већ је два пута оперисао кољено. Након тога, већ је са 17 година морао на операцију ноге будући да је сломио поткољеницу коју је требало исправити.

## Клупски каријера
Сораиндо је рукометну каријеру започео 2001. у Анжеу у којем је играо све до 2004. када је прешао у Париз Сен Жермен. С клубом је наступио и у квалификацијама за ЕХФ Лигу шампиона где је играо против њемачког Кила, али се није успео пласирати у само такмичење. Током зимске паузе у сезони 2009./10. Сораиндо је потписао за Феникс Тулуза, а након свега шест месеци прешао у шпанску Барселону где игра и дан данас.

## Репрезентативна каријера
За репрезентацију Француске је дебитовао 2005. године са којом је освојио златну медаљу на Олимпијским играма 2012. у Лондону, Светском првенству 2009. у Хрватској, 2011. у Шведској, 2015. у Катару и 2017. у Француској и на Европском првенству 2010. у Аустрији и 2014. у Данској. Такође је освојио и сребрену медаљу на Олимпијским играма 2016. у Рио де Жанеиру те бронзе на Светском првенству 2019. у Њемачкој и Данској и Европском првенству 2018. у Хрватској.

## Клупски профеји

### Париз Сен Жермен
- Куп Француске: 2007.

### Барселона
- ЕХФ Лига шампиона: 2011, 2015.
- Првенство Шпаније: 2011, 2012, 2013, 2014, 2015, 2016, 2017, 2018.
- Куп Шпаније: 2014, 2015, 2016, 2017, 2018.
- Суперкуп Шпаније: 2013, 2014, 2015, 2016, 2017, 2018, 2019.